# 塞東山
塞東山（英語：Mount Seddon）是南極洲的山峰，位於麥克羅伯特森地，處於費雪冰川北岸，屬於查爾斯王子山脈的一部分，由澳大利亞的探險隊發現，現時由南極條約體系管理。